# Uśpieni (serial telewizyjny)
Uśpieni (ang. Game of Silence) – amerykański serial telewizyjny (dramat kryminalny,  thriller) wyprodukowany przez Sony Pictures Television oraz Universal Television. Wersję amerykańską stworzył David Hudgins. Premierowy odcinek został wyemitowany 12 kwietnia 2016 roku przez NBC.

13 maja 2016 roku stacja NBC postanowiła zakończyć produkcję serialu po jednym sezonie.

W Polsce emitowany od 11 grudnia 2016 roku przez Canal+ Seriale.

## Fabuła
Serial opowiada o Jacksonie Brooks, prawniku odnoszącym sukcesy zawodowe, którego niespodziewanie odwiedzają przyjaciele z dzieciństwa. 
Dawni kumple zaczynają szantażować Jacksona, że ujawnią jego najbrudniejsze sekrety.

## Obsada

### Główna
- David Lyons jako Jackson Brooks[4]
- Michael Raymond-James jako Gil Harris[5]
- Larenz Tate jako Shawn Polk[5]
- Bre Blair jako Jessie West[6]
- Conor O'Farrell jako Warden Roy Carroll[6]
- Deidrie Henry jako detektyw Liz Winters[7]
- Demetrius Grosse jako Terry Bosch[6]
- Claire van der Boom jako Marina Nagle

## Odcinki
| Sezon | Sezon | Odcinki | Oryginalna emisja | Oryginalna emisja | Oryginalna emisja | Oryginalna emisja | Oryginalna emisja |
| Sezon | Sezon | Odcinki | Premiera sezonu   | Finał sezonu      | Premiera sezonu   | Finał sezonu      |                   |
| ----- | ----- | ------- | ----------------- | ----------------- | ----------------- | ----------------- | ----------------- |
|       | 1     | 10      | 12 kwietnia 2016  | 5 czerwca 2016    | 11 grudnia 2016   | brak danych       |                   |

### Sezon 1 (2016)
| #  | Tytuł                      | Reżyseria         | Scenariusz                           | Premiera NBC     | Premiera Canal+ Seriale |
| -- | -------------------------- | ----------------- | ------------------------------------ | ---------------- | ----------------------- |
| 1  | Pilot                      | Niels Arden Oplev | David Hudgins                        | 12 kwietnia 2016 | 11 grudnia 2016         |
| 2  | Blood Brothers             | Deran Sarafian    | Wendy West                           | 14 kwietnia 2016 | 11 grudnia 2016         |
| 3  | Hurricane Gil              | Dave Rodriquez    | Christopher Fife                     | 21 kwietnia 2016 | 11 grudnia 2016         |
| 4  | The Uninvited              | Kimberly Pierce   | Tom Mularz                           | 28 kwietnia 2016 | 11 grudnia 2016         |
| 5  | Ghots of Quitman           | Bill Johnson      | Ian Deitchman, Kristen Rusk Robinson | 5 maja 2016      | 18 grudnia 2016         |
| 6  | Into the Black             | Holly Dale        | Jerome Hairston                      | 12 maja 2016     | 18 grudnia 2016         |
| 7  | Road Trip                  | Peter Weller      | Hayley Tyler                         | 19 maja 2016     | 18 grudnia 2016         |
| 8  | Hey                        | Robert Mandel     | Hiram Martinez                       | 2 czerwca 2016   | 18 grudnia 2016         |
| 9  | The Truth                  | Brad Tanenbaum    | Kurt Voelker                         | 2 czerwca 2016   |                         |
| 10 | She Sang Hymns Out of Tune | Deran Sarafian    | David Hudgins                        | 5 czerwca 2016   |                         |

## Produkcja
22 stycznia 2015 stacja NBC zamówiła pilotowy odcinek serialu.

9 maja 2015 roku stacja NBC zamówiła pierwszy sezon serialu na sezon telewizyjny 2015/2016. Pierwotnie serial miał zadebiutować 7 kwietnia 2016 roku na NBC.